# Lehre und Bündnisse

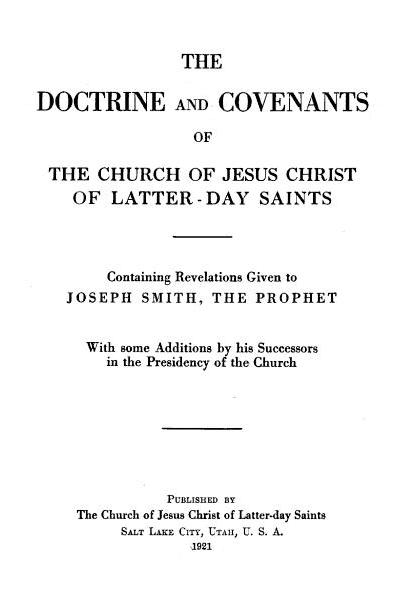
Lehre und Bündnisse auf Englisch

Das Buch „Lehre und Bündnisse“ (engl. „Doctrine and Covenants“) zählt zu den kanonischen Heiligen Schriften der Kirche Jesu Christi der Heiligen der Letzten Tage und teilweise anderer mormonischer Kirchen. Es erschien erstmals 1835; eine inhaltlich teilweise identische Vorgängerschrift namens „Das Buch der Gebote“ (engl. „The Book of Commandments“) hatte man 1833 begonnen zu drucken; das „Buch der Gebote“ konnte aber nicht fertiggestellt werden, da ein Mob die Druckpresse zerstört hatte.

## Inhalt
Das Buch enthält viele Offenbarungen, die Joseph Smith von Christus erhalten haben soll, sowie einige wenige Offenbarungen an seine Nachfolger und offizielle Erklärungen von seinen Nachfolgern. In den meisten der Offenbarungen erscheint Christus als Sprecher, der sich selbst mit dem Wort „ich“ bezeichnet. Sie dienen bis heute zur Organisation und Führung obiger Kirche und haben deren Theologie und Struktur nachhaltiger geprägt als ihre anderen heiligen Schriften, etwa das Buch Mormon. Insbesondere das Priestertum der Mormonen, der Tempeldienst und die Auffassung vom Leben nach dem Tod finden hier ihre lehrmäßige Basis, und auch das bekannte Alkoholverbot und die zwischenzeitlich ausgeübte Polygamie, sowie die Einstellung derselben, gehen auf Abschnitte dieses Buches zurück.

## Redaktionsgeschichte
Einige Abschnitte wurden von Nachfolgern von Joseph Smith unter ausdrücklicher Billigung der allgemeinen Mitgliedschaft auf einer Generalkonferenz hinzugefügt. Eine Reihe von Lehrvorträgen Smiths (die „Lehre“ des Buchtitels), die einst vor den Offenbarungen (die „Bündnisse“) standen, aber nicht als kanonisch galten, wurden im frühen 20. Jahrhundert herausgenommen, der etablierte Titel des Buches wurde jedoch beibehalten.

## Verwendung in anderen Kirchen mormonischer Herkunft
Die Versionen dieses Buches bei den verschiedenen mormonischen Konfessionen unterscheiden sich teilweise erheblich. So hat zum Beispiel die Gemeinschaft Christi die Abschnitte, die sich auf die Totentaufe beziehen, inzwischen gestrichen und den die Polygamie lehrenden Abschnitt gar nicht erst aufgenommen. Dafür enthält ihre Ausgabe des Buches eine Reihe von Offenbarungen ihrer eigenen Prophetenlinie. Außerdem ist auch die Reihenfolge und Nummerierung der Abschnitte des Buches zwischen den Kirchen unterschiedlich, da die Hauptkirche in Utah diese im Jahr 1876 chronologisch neu ordnete und weitere Abschnitte aus anderen Schriften Smiths hinzufügte, während die anderen Kirchen die alte, thematische Anordnung beibehielten.
Es gibt auch Kirchen, die zwar aus dem Mormonentum hervorgegangen sind, in denen aber die „Lehre und Bündnisse“ als göttliche Offenbarungsquelle und Heilige Schrift überhaupt nicht anerkannt und verwendet werden. Dies gilt beispielsweise für die Kirche Christi mit der Elias-Botschaft und die Kirche Christi (Fettingiten). Die Kirche Christi (Temple Lot) verwendet das „Buch der Gebote“ von 1833.

## Kritik
Kritiker der mormonischen Kirchen verweisen auf einige Unterschiede zwischen dem „Buch der Gebote“ und der ersten Ausgabe von „Lehre und Bündnisse“, insbesondere auf die Löschung von Verweisen auf Praktiken wie das Wünschelrutengehen. In neuerer Zeit sind in der Ausgabe der Hauptkirche auch viele von hebräischen Worten inspirierte Decknamen verändert worden, die in den alten Ausgaben dazu dienten, die Identität der genannten Personen bzw. Sachen geheim zu halten. Diese Decknamen wurden durch die echten Namen der gemeinten Personen ersetzt, weil der Grund für die Geheimhaltung heute, lange nach dem Tod aller Beteiligten, hinfällig ist.